# Andrea Sartoretti (actor)
Andrea Sartoretti es un actor estadounidense-italiano, más conocido por haber interpretado a Bufalo en la serie Romanzo criminale - La serie y a Dante Mezzanotte en Squadra antimafia - Palermo oggi. 

## Biografía
Nacido en Nueva York, creció en Francia y poco después se mudó a Roma (Italia). Llegó a la popularidad máxima con las dos temporadas de la serie Roma Criminal (Romanzo Criminale).

## Carrera
En 2006 obtuvo un pequeño papel en la popular película Misión imposible 3, donde interpretó a un conductor italiano. En 2007 interpretó a uno de los escritores en la serie Boris hasta 2010. En 2008 se unió al elenco principal de la serie Romanzo criminale - La serie, donde interpretó a Bufalo hasta el final de la serie en 2010.
En 2011 Andrea volvió a interpretar al tercer escritor en la película Boris - Il film. En 2012 se unió al elenco de la cuarta temporada de la popular serie italiana Squadra antimafia - Palermo oggi, donde interpretó al mafioso Dante Mezzanotte hasta la quinta temporada en 2013. Ese mismo año apareció en el vídeo musical "Lontano" de Deal Pacino. En 2015 se unió al elenco principal del nuevo drama Il Bosco, donde interpretó al inspector Luca Damiani.

## Filmografía

### Series de televisión
| Año               | Título                           | Personaje          | Notas                           |
| ----------------- | -------------------------------- | ------------------ | ------------------------------- |
| 2015 - presente   | Il Bosco                         | Insp. Luca Damiani | miniserie                       |
| 2012 - 2013       | Squadra antimafia - Palermo oggi | Dante Mezzanotte   | 10 episodios                    |
| 2012              | The Pills                        | -                  | episodio "La Banda de Roma Sud" |
| 2008 - 2010       | Romanzo criminale - La serie     | Bufalo             | 22 episodios                    |
| 2007 - 2008, 2010 | Boris                            | Escritor # 3       | 33 episodios                    |
| 2008              | Distretto di polizia             | Federico Bergamini | 2 episodios                     |
| 2007              | Nati ieri                        | Luca Milani        | 5 episodios                     |
| 2006              | Don Matteo                       | -                  | episodio "Turista inglese"      |

### Películas
| Año  | Título                        | Personaje  | Notas |
| ---- | ----------------------------- | ---------- | --- |
| 2015 | WAX: We Are the X             | Periodista | junto a Rutger Hauer, Gwendolyn Gourvenec, Davide Paganini, Jacopo Maria Bicocchi & Jean-Marc Barr                        |
| 2014 | Ogni maledetto Natale         | Policía    | junto a Alessandro Cattelan, Francesco Pannofino, Caterina Guzzanti, Corrado Guzzanti & Marco Giallini                    |
| 2012 | A.C.A.B-All Cops Are Bastards | Carletto   | junto a Pierfrancesco Favino & Marco Giallini, Filippo Nigro & Domenico Diele                                             |
| 2012 | Betty Boop                    | Cocchi     | corto - junto a Giorgio Colangeli, Gaia Garasto, Alberto Gimignani, Antonino Iuorio & Stefano Merolla                     |
| 2011 | Boris - Il film               | Escritor   | junto a Luca Amorosino, Antonino Bruschetta, Claudio Gioè, Carolina Crescentini, Francesco Pannofino & Alessandro Tiberi  |
| 2010 | Sole negli occhi              | Padre      | corto - junto a Sylvia De Fanti, Cristina Rocchetti & Diego Verdegiglio                                                   |
| 2009 | Feisbum                       | Gianni     | junto a Luigi Angelillo, Francesco Apolloni, Giulia Bevilacqua, Andrea Bosca, Silvana Bosi & Roberto Brunetti             |
| 2007 | Liberi di giocare             | Barale     | junto a Pierfrancesco Favino, Pasquale Anselmo, Gabriella Belisario, Cecilia Cinardi, Roberto Ciufoli & Giorgio Colangeli |
| 2006 | Armando                       | Armando    | corto - junto a Marina Limosani, Augusto Zucchi, Flavio Insinna, Carlo Luca De Ruggieri & Massimo De Lorenzo              |
| 2006 | Misión imposible 3            | Conductor  | junto a Tom Cruise, Ving Rhames, Billy Crudup, Jonathan Rhys Meyers, Maggie Q, Simon Pegg & Antonietta De Lorenzo         |
| 2005 | Passo a due                   | Massimo    | junto a Kledi Kadiu, Laura Chiatti, Stefania Barca, Monica Vallerini & Natalie Guetta                                     |
| 2003 | Eccomi qua                    | Matteo     | junto a Andrea Sartoretti, Luca Amorosino, Luca Angeletti, Maddalena Maggi, Massimo De Lorenzo & Carolina Di Domenico     |
| 2002 | Piovono mucche                | Pallino    | junto a Luca Amorosino, Don Anselmo, Domenico Battaglia, Barbara Bonanni, Massimo De Lorenzo & Carlo Luca De Ruggieri     |
| 2001 | Il terzo segreto di Fatima    | -          | junto a Enzo Marino Bellanich, Marco Bonini, Massimo De Lorenzo & Romuald Andrzej Klos                                    |
| 1999 | La strada segreta             | -          | junto a Irene Ferri, Rinaldo Rocco, Toni Bertorelli, Arnoldo Foà, Franco Trevisi & Giovanna Di Rauso                      |
| 1998 | Piccole anime                 | Zachia     | junto a Giacomo Ciarrapico, Massimo De Lorenzo, Andrea De Ruggeri, Angelica Di Majo & Pietro Sermonti                     |

### Teatro
| Año        | Título                            | Director (es)            |
| ---------- | --------------------------------- | ------------------------ |
| 2007       | Il minotauro di Cortazar e Borges | R. Negri                 |
| 2006       | Italia oggi                       | R. Negri                 |
| 2000, 2005 | Tutto a posto                     | G. Ciarrapico & M. Torre |
| 2000, 2004 | L'ufficio                         | G. Ciarrapico & M. Torre |
| 2003       | Il bugiardo di Goldoni            | Anaclerio & Albanese     |
| 2000       | La locandiera di Goldoni          | Anaclerio & Albanese     |
| 1996       | Spectacle de mime                 | A. Pondi                 |
| 1996       | L'ufficio                         | L. Clairet               |
| 1996       | Una donna in casa                 | A. Pondi                 |
| 1995       | Dinner party                      | A. Pondi                 |
| 1995       | Io non c'entro                    | G. Ciarrapico & M. Torre |